# Hwang Jae-won (football, 2002)
Hwang Jae-won (en coréen : 황재원), né le 16 août 2002 à Boryeong en Corée du Sud, est un footballeur sud-coréen. Il évolue au poste d'arrière droit au Daegu FC.

## Biographie

### En club
Né à Boryeong en Corée du Sud, Hwang Jae-won rejoint le Daegu FC en janvier 2022 en provenance de l'Université Hongik. Il joue son premier match en professionnel lors de la première journée de la saison 2022 de K League 1 face au FC Séoul. Il est titularisé au poste d'arrière droit et son équipe s'incline (0-2 score final).
Le 5 mai 2022, Hwang inscrit son premier but en professionnel, lors d'une rencontre de championnat face au Pohang Steelers. Titulaire, il permet à son équipe d'obtenir le match nul en étant l'auteur du but égalisateur dans le temps additionnel de la seconde période (1-1 score final)
Hwang est élu jeune joueur du mois de mai 2023 en K League 1,. Après s'être imposé au Daegu FC, il devient une valeur sûre du championnat sud-coréen, étant considéré comme l'un des meilleurs arrières droit de K League 1, et en 2023 il est vu comme le futur de la sélection à ce poste.

### En sélection
Hwang Jae-won représente l'équipe de Corée du Sud des moins de 23 ans. Il joue trois matchs avec cette sélection en 2022.